# Tube à centrifuger

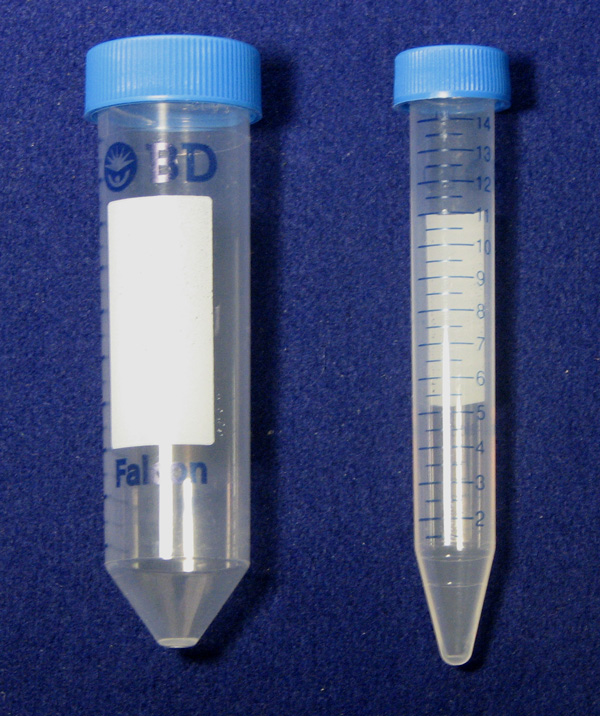
Tubes de 50 ml et de 15 ml, à fond conique.

Un tube à centrifuger est un tube à essai utilisé en chimie, par exemple pour faire de la culture cellulaire ou de la microbiologie.
Il est généralement vendu stérile, pour les applications médicales ou la culture cellulaire. Il est résistant à la centrifugation (jusqu'à 20 000 g dans certaines applications) ou aux basses températures pour faire de la cryogénie (jusqu'à −80 °C).
Ce type de tube est souvent en PET, en polypropylène ou en copolymère de polypropylène (PPCO), en polycarbonate ou encore en polystyrène. Les tubes en polypropylène et en PPCO supportent l'autoclave, ont une bonne résistance aux produits chimiques et excellente solidité. Les tubes en polycarbonate, en PET et en polystyrène offrent une transparence optique et sont jetables. Les tubes peuvent être teintés ou opaques afin de protéger les échantillons sensibles à la lumière. Ils existent également en verre, en particulier en verre borosilicate, afin d'être réutilisables et plus résistants à la chaleur et aux produits chimiques.
La contenance va de quelques millilitres à 50 ml. Il peut être doté d'un capuchon en plastique.
Sa forme peut varier. En particulier la base, généralement conique pour récupérer plus facilement l’échantillon ou le culot après la centrifugation, peut être ronde, voire plate pour être stable. Une graduation et une étiquette sont également souvent présents.